# Exposé (группа)
Exposé (Экспозе́) — американская женская вокальная поп-группа из Майами. В 1980-е и 1990-е годы песни группы были частыми гостями хит-парадов. Музыкальный сайт AllMusic определяет стиль группы как «основанный на фристайле и дружественный стилю диско».

## Состав

### Оригинальный состав
- Але Лоренсо (англ. Alé Lorenzo)
- Сандра Касаньас[англ.] (англ. Sandra Casañas), изв. как Сэнди (англ. Sandeé) (19 января 1962 — 15 декабря 2008)
- Лори Миллер[англ.] (англ. Laurie Miller)[2]

### Наиболее известный состав
- Жанетт Хурадо[англ.] (англ. Jeanette Jurado) (род. 14 ноября 1965, Пико Ривера, Калифорния)
- Джойа Бруно[англ.] (англ. Gioia Bruno) (род. 11 июня 1963 в Бари, Италия, но выросла в Нью-Джерси)
- Эн Кёрлесс[англ.] (англ. Ann Curless) (род. 7 октября 1963 в Олбани, Нью-Джерси, США)[2]

### Другие участницы
- Келли Манимейкер

## Дискография
См. статью «Exposé discography» в англ. разделе.
Студийные альбомы
- 1987: Exposure[англ.]
- 1989: What You Don't Know[англ.]
- 1992: Exposé[англ.]